# Batracomorphus hecate
Batracomorphus hecate är en insektsart som beskrevs av Knight 1983. Batracomorphus hecate ingår i släktet Batracomorphus och familjen dvärgstritar. Inga underarter finns listade i Catalogue of Life.